# 石井さだよし
石井 さだよし（いしい さだよし、1959年 - ）は、日本の漫画家。宮城県気仙沼市出身。

## 経歴
中学校卒業後、航空自衛隊第4術科学校生徒隊に入隊し、パイロットを目指すも挫折する。21歳の時、心機一転し、漫画家を目指してちばてつやプロダクションに入社、漫画家の基礎を学ぶ。26歳で独立し、『ビッグコミックSPECIAL ISSUE別冊』（小学館）に掲載された『タカシ…』で昭和60年度後期ビッグコミック賞佳作を受賞。同年、『週刊少年サンデー』（小学館）に掲載された『ストレートどまん中』でデビュー。その後は主に原作者の存在する青年向け漫画やゴルフ漫画を執筆する。2005年には自身のプロダクションである「石井漫画工房」を設立した。
代表作『解体屋ゲン』は、掲載誌である『週刊漫画TIMES』（芳文社）誌上のアンケートで男性支持率90%を突破し、現在も連載中である。現在連載中の作品は、他にも『GOLFコミック』（秋田書店）の『素振りの徳造』、『ゴルフレッスンコミック』（日本文芸社）の『コンペ狂想曲』がある。

## 作品リスト
- タカシ…（ビッグコミックSPECIALISSUE別冊、小学館）
- ストレートどまん中（週刊少年サンデー、小学館）
- なんで署中見舞（作：梶研吾、ビッグコミックオリジナル、小学館）
- おもいっきり俵太（作：白鳥孝、アクションキャラクター、双葉社）
- サクセス辰平（作：鏡丈二、アクションキャラクター、双葉社）
- ウドの達人（作：二枚矢コウ、ビッグコミックオリジナル増刊、小学館）
- べらん名医（作：二枚矢コウ、ビッグコミックオリジナル、小学館）
- キャディ物語（作：剣名舞、ゴルフレッスンコミック、日本文芸社）
- 60フィートの絆（作：永谷修、ビッグコミック増刊、小学館）
- 二人のグリーンロード（作：小堀洋、Mr.ゴルフ、双葉社）
- カムバック（作：ちばけんさく、チャンピオンジャック、秋田書店）
- 突撃（特）航空隊（メンズアクション、双葉社）
- お嬢様探偵社（作：川北亮司、メンズアクション、双葉社）
- 撞球女(ハスラー)星矢（作：剣名舞、漫画サンデービクトリィ増刊、実業之日本社）
- 無冠の獣王 獅子丸（作：剣名舞、ゴルフレッスンコミック、日本文芸社）
- 素振りの徳造（作：山口都志馬、GOLFコミック、秋田書店）
- どんぶり繁盛（作：剣名舞、コミック乱、リイド社）
- 昭和ドタンバクチ（作：剣名舞、漫画世代、辰巳出版）
- 銀拳連次（作：山口都志馬、別冊週刊漫画TIMES、芳文社）
- 企画屋(プランナー)クロ（作：山口都志馬、週刊漫画TIMES、芳文社）
- 植田朝日物語〜12番目のプレーヤー（まんがパロ野球ニュース増刊、竹書房）
- 90を切るための虎の穴（監：日向清、構：南たかゆき、ゴルフレッスンコミック、日本文芸社）
- 90を切るための虎の穴 コース攻略編（監：日向清、構：南たかゆき、ゴルフレッスンコミック、日本文芸社）
- 90切りを狙う攻略のポイント（監：日向清、構：三田武詩、ゴルフレッスンコミック、日本文芸社）
- デーブ大久保短くて最も遠い40センチ（作：中野賢三、週刊パーゴルフ増刊、学研パブリッシング）
- あばれ!（作：山口都志馬、漫画大衆、双葉社）
- 解体屋ゲン（作：星野茂樹、週刊漫画TIMES、芳文社）
- 80台を目指す強化合宿（監：日向清、構：三田武詩、ゴルフレッスンコミック、日本文芸社）
- 90切りを狙う集中講座（監：日向清、構：三田武詩、ゴルフレッスンコミック、日本文芸社）
- 決死の敵中突破（ホーム社）
- 大叩き撲滅委員会（監：日向清、構：三田武詩、ゴルフレッスンコミック、日本文芸社）
- ベストスコア症候群（監：日向清、構：三田武詩、ゴルフレッスンコミック、日本文芸社）
- 間違いだらけのコース攻略（監：日向清、構：三田武詩、ゴルフレッスンコミック、日本文芸社）
- コンペの達人（監：日向清、構：三田武詩、ゴルフレッスンコミック、日本文芸社）
- ラウンド上手（監：日向清、構：三田武詩、ゴルフレッスンコミック、日本文芸社）
- コンペ狂想曲（監：日向清、構：三田武詩、ゴルフレッスンコミック、日本文芸社）